# Amateurastronomie

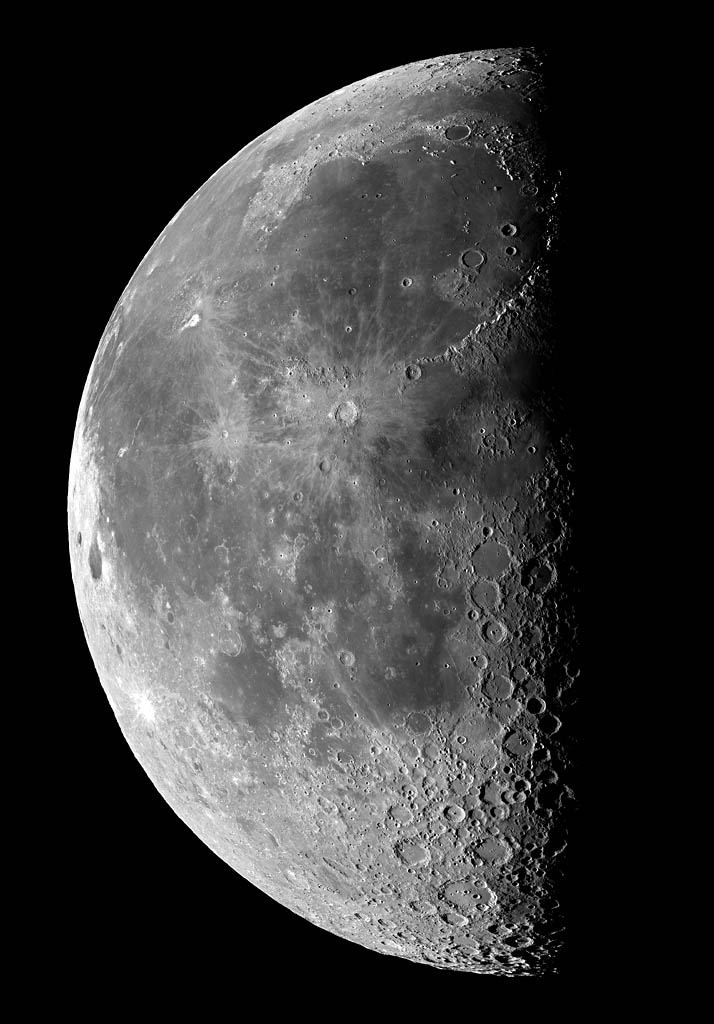
Der Mond, der Erde nächstes Gestirn, ist ein beliebtes Objekt in der Amateurastronomie.

Die Amateurastronomie wird als Hobby von Liebhaberastronomen betrieben, die im Unterschied zu professionellen Astronomen keine beruflichen Interessen mit ihrer Tätigkeit verfolgen. Intensive Naturerlebnisse unter dem Sternhimmel werden dabei meist mit dem Einsatz sehr unterschiedlicher optischer und astronomischer Instrumente verbunden. Das Spektrum reicht von freiäugigen Beobachtungen (Sternbilder, Veränderliche Sterne, Milchstraße, Meteore usw.) über die Verwendung einfacher  Ferngläser (Sternhaufen, Gas- und Dunkelnebel, Kometen) bis zu hoch entwickelten oder digitalen Teleskopen, aufwendiger Astrofotografie und selbst gebauten elektronischen Steuerungen für Fernrohren, Kameras oder Radioastronomie. Zur Tätigkeit gehört meist auch die grafische oder rechnerische Aufbereitung der eigenen Beobachtungen und das Studium von Fachliteratur.
Lange Zeit von einer verschwindend kleinen Minderheit betrieben, hat sich die Amateurastronomie seit Anfang des 20. Jahrhunderts vor allem in den USA und in Deutschland zu einem verbreiteten Hobby entwickelt. Dazu tragen neben dem allgemein wachsenden Interesse an den Naturwissenschaften und der Raumfahrt auch die in neuerer Zeit sinkenden Preise astronomischer Instrumente als Folge ihrer Massenproduktion bei.
Als Hobby- oder Amateurastronomen werden Personen bezeichnet, die sich aktiv (durch Sternführungen, Beobachtung, Berechnungen oder Fachliteratur) in der Himmelskunde betätigen, während das Wort Sternfreund eher emotionales Interesse an der Astronomie bedeutet.

## Heutiges Tätigkeitsfeld
Heute ist das Betätigungsfeld der Amateure in verschiedene Richtungen aufgefächert, etwa die freiäugige Beobachtung von Meteorströmen, die Abhaltung öffentlicher Sternführungen, die Beobachtung von Mond- bzw. Sonnenfinsternissen, Kometen, Doppelsternen, Satellitentracking... und insbesondere die visuelle Beobachtung des Nachthimmels, die oft mit großen, selbstgebauten Spiegelteleskopen erfolgt. Seit etwa 2000 nimmt die Fotografie von Himmelsobjekten (Astrofotografie) an Bedeutung zu, v. a. wegen der Verfügbarkeit geeigneter CCD-Kameras.
Auch wissenschaftlich relevante Aufgaben übernehmen die Hobbyastronomen – etwa die Überwachung veränderlicher Sterne und der Sonnenaktivität, der Wolkenstrukturen am Jupiter oder von Sternbedeckungen durch den Mond, die Verfolgung und Bahnvermessung von Kometen oder die Wiederauffindung verloren gegangener Asteroiden. Eine spezielle Liebhaberei von Freunden geduldiger Präzisionsarbeit ist der Selbstbau von Teleskopen, das Amateur Telescope Making. Manche Astrovereine bieten dafür eigene Kurse zum Spiegelschleifen an.

## Amateurastronomie und wissenschaftliche Forschung
Im Gegensatz zur professionellen Astronomie ist die wissenschaftliche Forschung nicht das Hauptziel für Amateurastronomen. Es ist aber möglich, wissenschaftliche Ergebnisse zu erhalten und viele Amateure tragen sehr erfolgreich durch ihre Beobachtungen und Ideen zum Gesamtwissen der Astronomie bei und sind dadurch auch in vielen Fachartikeln als Mitautoren vertreten. Die Astronomie wird sogar oft als eines der letzten wissenschaftlichen Betätigungsfelder beschrieben, in dem Amateure noch Beiträge leisten können.
Bis heute ist die Tätigkeit von Amateurastronomen besonders wichtig bei der Überwachung der Helligkeitsveränderung von veränderlichen Sternen, bei der Verfolgung und Bahnverbesserung von Asteroiden und bei der präzisen Zeitmessung von streifenden Sternbedeckungen zur Feststellung der Form von Asteroiden und der Mondoberfläche.
Bis in die jüngste Vergangenheit spielten Amateurastronomen eine wichtige Rolle bei der Entdeckung neuer Kometen. In letzter Zeit haben allerdings Projekte wie Lincoln Near Earth Asteroid Research und Near Earth Asteroid Tracking dazu geführt, dass die meisten Kometen durch automatische Suchsysteme erfasst werden, lange bevor diese durch Amateure gesehen werden können.
Ähnlich erging es den Amateuren auf dem Gebiet der Supernovasuche. Die meisten Supernovae werden heutzutage nicht mehr von Amateuren entdeckt, sondern mit automatischen Suchsystemen gefunden, wie dem Katzman Automatic Imaging Telescope (KAIT) des Lick-Observatoriums.
Ein Gebiet, auf dem eine Reihe technisch versierter Amateure wissenschaftliche Beiträge leisten, ist die Radioastronomie an Objekten des Sonnensystems (solare Radiobursts, Ortung von Meteoren) oder der Ionosphäre. 
Ein für Amateure ohne spezifische instrumentelle Ausstattung offenes wissenschaftliches Projekt der Astronomie ist Einstein@home.

## Amateurastronomen
Amateurastronomen setzen sich nicht hauptberuflich, sondern aus naturwissenschaftlichem Interesse mit der Astronomie auseinander. Meist geht es um eigene Himmelsbeobachtungen, um die Freude daran und manche technische Herausforderungen. Andere Tätigkeitsfelder sind die Mitarbeit in Astrovereinen oder bei Sternführungen, der Selbstbau von Instrumenten und natürlich das Interesse an Fachliteratur.

Amateurastronomen bei der Himmelsbeobachtung

Einer der weltweit bekanntesten Amateurastronomen war der Engländer Patrick Moore, der zahlreiche Bücher über Astronomie veröffentlichte und seit 1957 eine astronomische Sendung bei der BBC moderierte. Zahlreiche gute Sachbücher und andere Publikationen stammen von Amateuren, unter denen die Namen Bruno Bürgel, Rudolf Brandt, Hermann Mucke, Günter D. Roth und Oswald Thomas besonders hervorgehoben seien.

### Beobachtung von Himmelsobjekten
Bei freiäugigen Beobachtungen steht die Freude an der Schönheit des Sternhimmels – bei guter Sicht vor allem der Milchstraße – und die seelische Entspannung im Vordergrund, anfangs auch das Kennenlernen der Sternbilder und die Bahnen von Sonne und Planeten. Doch bereits mit einem Feldstecher ergeben sich viele Möglichkeiten für gezieltere Beobachtungen. 
Wesentlich vielfältiger, aber auch mit mehr Aufwand und Vorbereitung wird es mit dem Einsatz von Fernrohren und der Astrofotografie: 
- Beobachtung der größeren Objekte des Sonnensystems
  - insbesondere die Planeten und ihre Monde
  - Beobachtung der Sonne, Auswertung der Sonnenfleckenaktivität
  - Beobachtung der Mondoberfläche und allfälliger Veränderungen
  - Beobachtung von Kleinplaneten (Asteroiden) und Kometen sowie deren Bahnbestimmung
- Beobachtung spezieller Phänomene im Sonnensystem
  - Beobachtung von Meteoren, Auswertung von Meteorströmen
  - Radioastronomische Ortung von Meteoren und solaren Radiobursts
  - Erstellung von Mondrandprofilen durch Messung streifender Sternbedeckungen
  - Beobachtung von Sternbedeckungen durch Planeten und Kleinplaneten. Letzteres ist auch für die Fachastronomie wertvoll: die Verfinsterung des Sternenlichts durch Kleinplaneten lässt auf deren Größe und Form schließen
  - Beobachtung und Bahnbestimmung von künstlichen Erdsatelliten und deren Wiedereintritte in die Erdatmosphäre
- Beobachtung und Fotografie von Deep-Sky-Objekten (Objekte außerhalb des Sonnensystems), wobei hier diverse Vereinigungen und Untergruppen existieren:
  - für Doppelsterne und Sternhaufen
  - Astrofotografie von Milchstraße, Gasnebeln, Planetarischen Nebeln, Quasaren und Galaxien
  - Beobachtung und Auswertung der Lichtkurven veränderlicher Sterne
  - Erstellung und Auswertung von Sternspektren (Spektroskopie)

### Weitere Tätigkeitsbereiche
- Selbstbau von Teleskopen
  - Konstruktion kleiner Sonnenteleskope, von Kometensuchern und anderen Amateurteleskopen
  - Spiegelschleifen, Vorrichtungen zur Astrofotografie
  - Konstruktion von Montierungen, Entwicklung spezieller Software usw.
- Geschichtsforschung auf dem Gebiet der Astronomie
- didaktische Aufgaben, wie Führungen an Volkssternwarten
  - Halten von populärwissenschaftlichen Vorträgen und Seminaren
  - Organisation von Jugendcamps und von Beobachtungs-Kampagnen
  - Im Rahmen von Astrovereinen Durchführung von Sonnen- und Sternführungen und von nächtlichen Sternwanderungen

Amateurastromen verfügen mitunter über gut ausgestattete Privatsternwarten mit leistungsstarken Teleskopen. Früher eher reichen Sternfreunden vorbehalten und mit Kuppel ausgestattet, werden sie heute oft als Garten- oder Dachsternwarte errichtet – oder als niedrige Hütte mit Schiebedach.

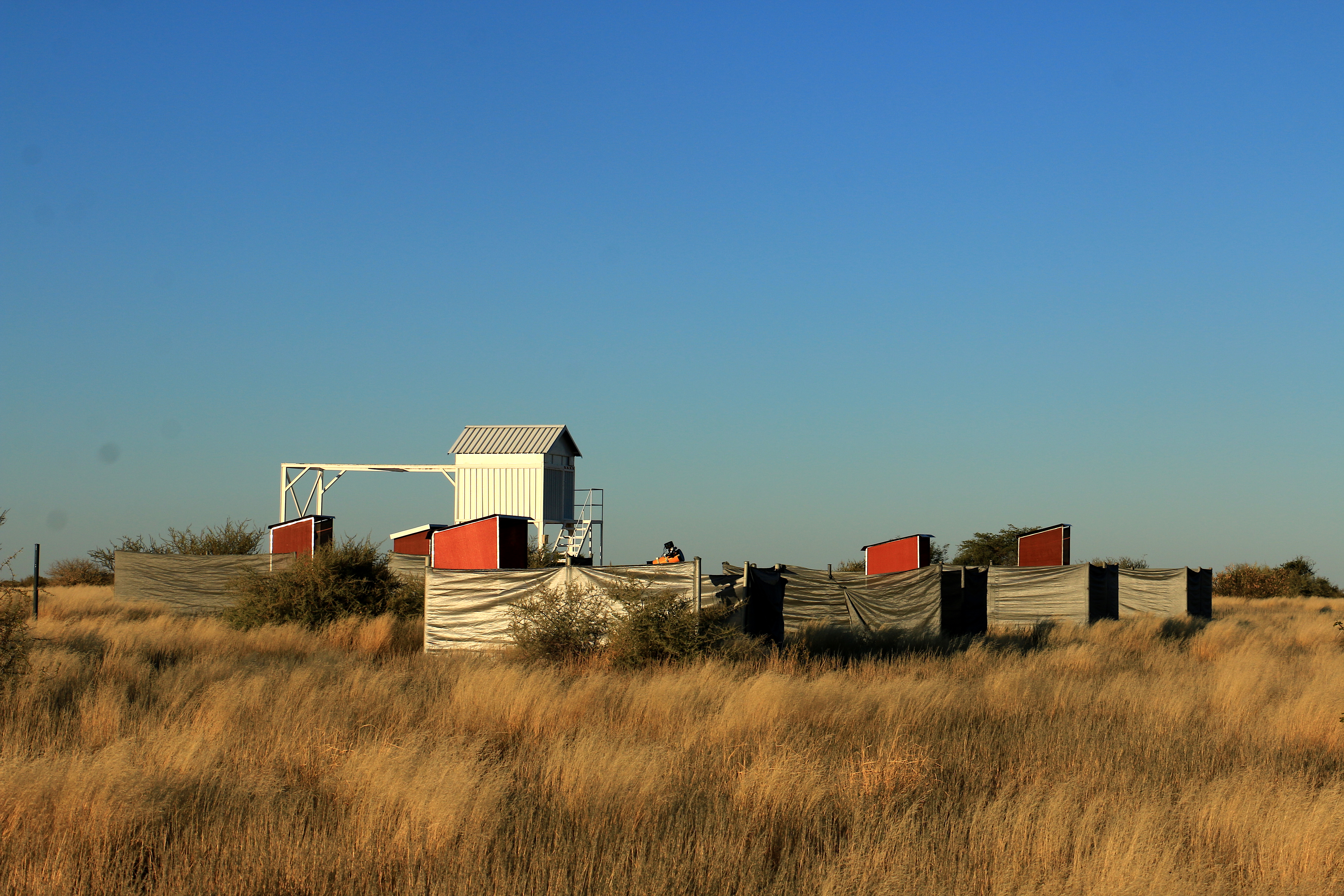
Installationen der Astrofarm Kiripotib (Namibia)

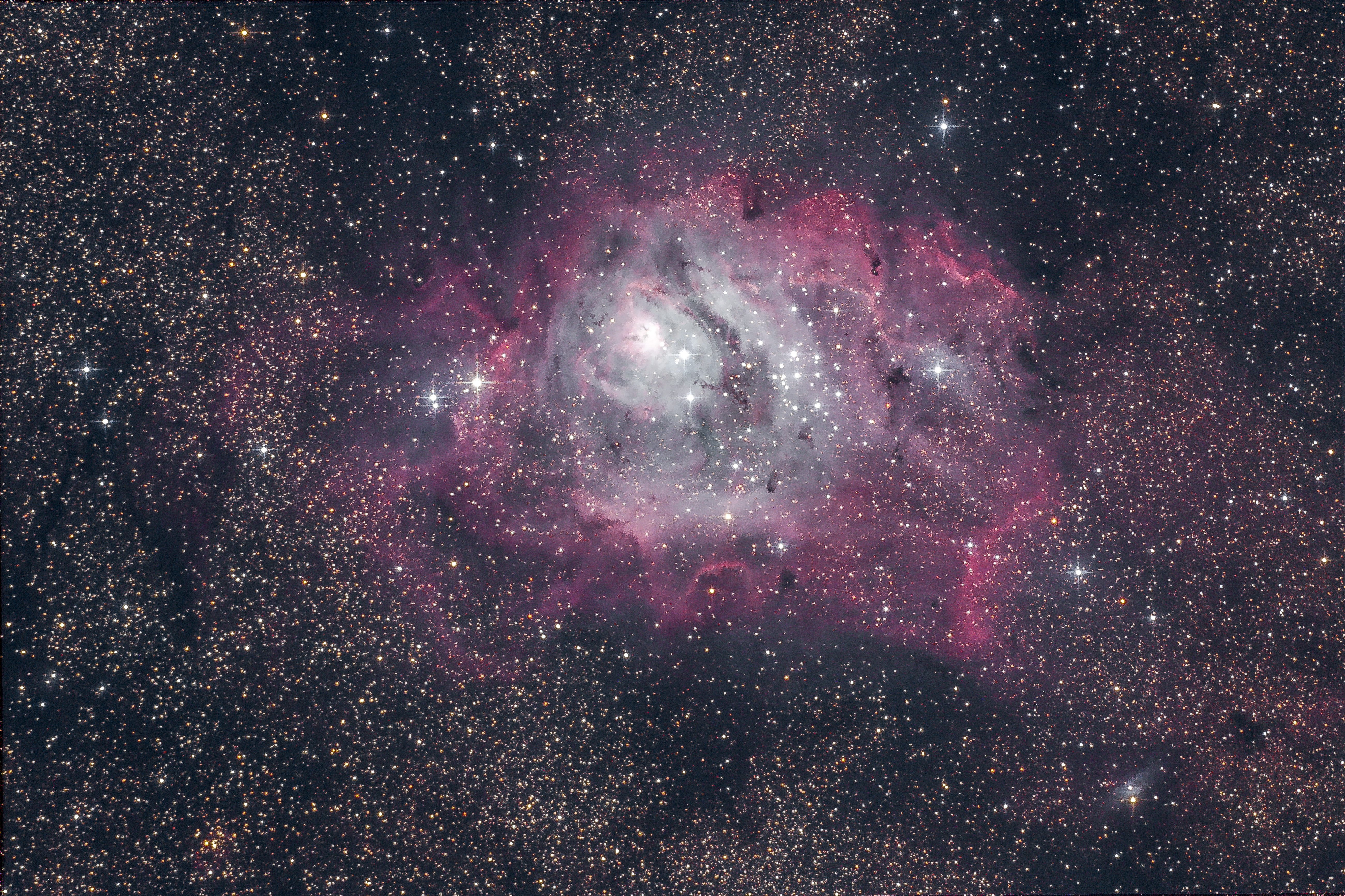
M 8 (Lagunennebel), Beispiel einer Astroaufnahme fotografiert auf einer Astrofarm in Namibia

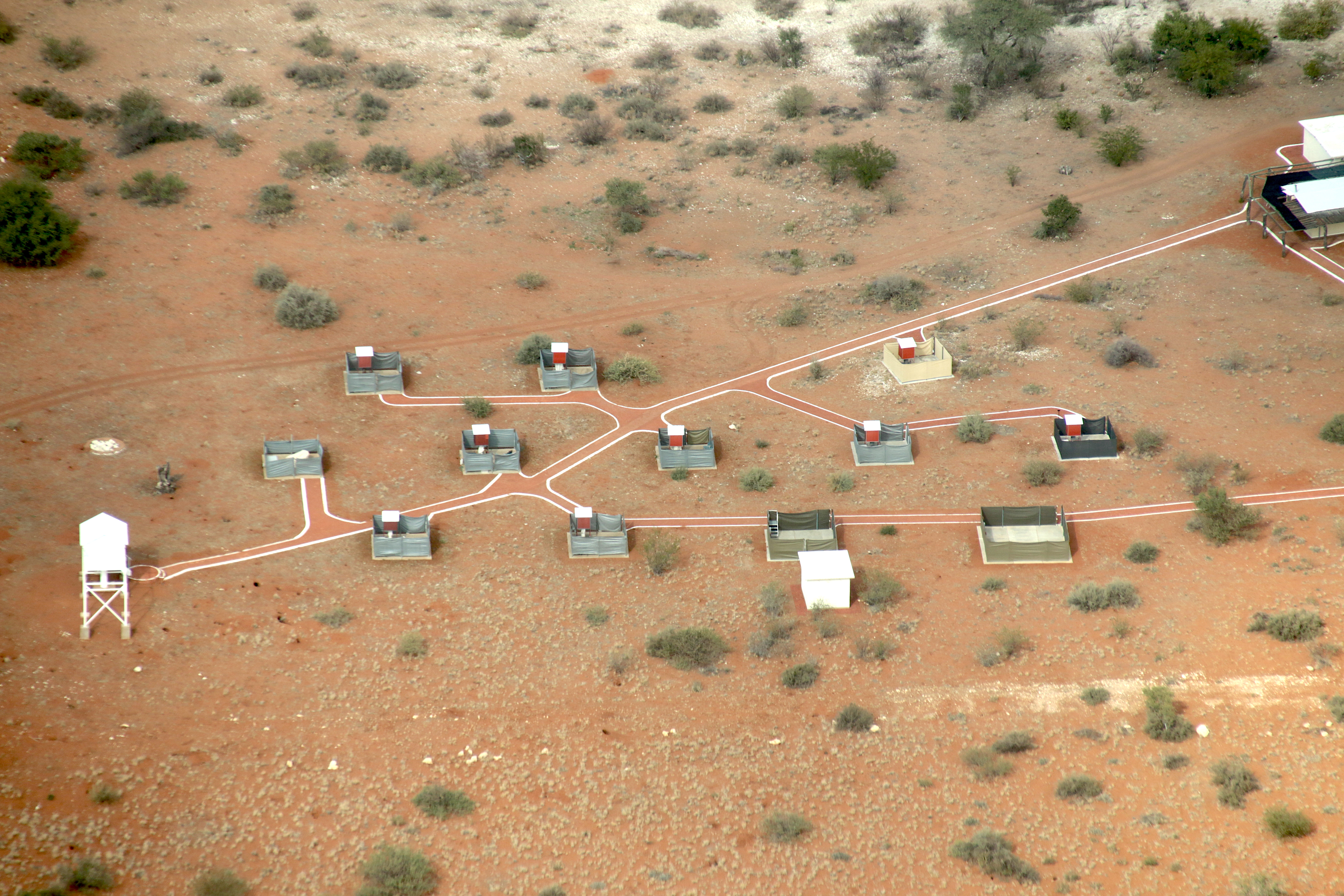
Astronomische Beobachtungs-stände auf der Astrofarm Kiripotib, Namibia

Oft wird das astronomische mit dem fotografischen Hobby kombiniert. Durch die Verwendung der CCD-Technik, lichtempfindlicher Webcams und der computerunterstützten Bildbearbeitung erzielt mancher Amateur heute Ergebnisse, die noch vor einem Jahrzehnt nur großen Forschungsobservatorien vorbehalten waren. So können detailreiche Aufnahmen der Planeten oder äußerst lichtschwache Objekte, wie Gasnebel oder entfernte Galaxien, abgebildet werden. Amateurastronomen reisen zu diesem Zweck zum Beispiel nach Namibia, weil dort die Bedingungen für die Sternenfotografie besonders gut sind. In Namibia gibt es immer mehr Astrofarmen, die den Astronomen die nötige Infrastruktur, Unterkunft und eine dem Arbeitsrhythmus angepasste Verpflegung bieten.
Die Beobachtungen von Amateurastronomen ergänzen mitunter die wissenschaftliche Forschung, so z. B. die Beobachtung veränderlicher Sterne oder die Bestimmung der Bahndaten von Asteroiden. Eine Vielzahl von Kleinplaneten und Kometen wurde von Amateuren entdeckt. Ein Beispiel dafür ist die Entdeckung des fünften Kleinplaneten Astraea durch den Postvorsteher Karl Ludwig Hencke im Jahr 1845; doch auch der Arzt und Astronom Heinrich Wilhelm Olbers, der Entdecker der Asteroiden Nr. 2, 4 und der Dynamik von Kometenbahnen, begann als Hobbyastronom.

## Geschichte
Durch den Bau von Volkssternwarten ab dem 19. Jahrhundert wurde das öffentliche Interesse an der Astronomie geweckt. Die erste Schulsternwarte Deutschlands wurde 1872 im ostsächsischen Bautzen gegründet. Robert Henseling gab seit 1910 fast jährlich beim Kosmos-Verlag ein Sternbüchlein heraus. Seit 1941 erscheint als Jahresbuch das Himmelsjahr.

### Astrovereine
Entgegen dem Klischee, dass „Sterngucker sich nachts allein mit den Sternen unterhalten“, sind viele Hobbyastronomen gesellig. Sie organisieren sich
- in zahlreichen über- oder regionalen Astrovereinen,
- treffen sich bei Vortragsabenden oder Stammtischen,
- haben gemeinsame Beobachtungsplätze bzw. Privat- oder Gästesternwarten,
- fahren zu Teleskoptreffen und Astronomie-Messen[Anm 1],
- stehen an den Astronomietagen auf öffentlichen Plätzen,
- betätigen sich in Volkssternwarten und Planetarien.

Der zahlenmäßig größte Verband in Deutschland ist die Vereinigung der Sternfreunde, in den Nachbarländern der  Österreichische Astronomische Verein und die Schweizerische Astronomische Gesellschaft. Auch einige Periodika werden von Astrovereinen herausgegeben, z. B. in Stuttgart das Journal für Astronomie und in Wien der Sternenbote.

### Jahrestagungen
Viele größere Astrovereine veranstalten Jahrestagungen für ihre Mitglieder und interessierte Gäste.
Auch überregional gibt es solche Tagungen, etwa
- von der deutschen Vereinigung der Sternfreunde (VdS)
- oder die Österreichische Tagung der Amateurastronomen (ÖTA)